# Nampicuan
Nampicuan est une localité de la province de Nueva Ecija, aux Philippines. En 2015, elle compte 14 954 habitants.